# Alejandro Arribas
Alejandro Arribas Garrido (ur. 1 maja 1989 w Madrycie) – piłkarz hiszpański grający na pozycji środkowego obrońcy w greckim PS Kalamata.

## Kariera klubowa
Swoją karierę piłkarską Arribas rozpoczynał w klubie CF Rayo Majadahonda. W sezonie 2007/2008 grał w nim w Tercera División. W 2008 roku odszedł do Rayo Vallecano Madryt, gdzie początkowo grał w jego rezerwach. W 2009 roku został wypożyczony do grającego w Segunda División B, CDA Navalcarnero. W pierwszej drużynie Rayo Vallecano zadebiutował 3 stycznia 2010 w zremisowanym 0:0 domowym meczu z Levante UD. W sezonie 2010/2011, w którym Rayo Vallecano awansował do Primera División, stał się podstawowym zawodnikiem. W Rayo Vallecano grał do końca sezonu 2011/2012.
Latem 2012 roku Arribas został zawodnikiem Osasuny. Swój debiut w Osasunie zaliczył 20 sierpnia 2012 w przegranym 0:2 wyjazdowym meczu z Deportivo La Coruña.
| Sezon   | Klub                | Kraj      | Rozgrywki          | Mecze | Bramki |
| ------- | ------------------- | --------- | ------------------ | ----- | ------ |
| 2007/08 | Rayo Majadahonda    | Hiszpania | Tercera División   | ?     | ?      |
| 2008/09 | Rayo Vallecano B    | Hiszpania | Tercera División   | ?     | ?      |
| 2008/09 | Navalcarnero        | Hiszpania | Segunda División B | 15    | 1      |
| 2009/10 | Rayo Vallecano      | Hiszpania | Segunda División   | 2     | 1      |
| 2009/10 | Rayo Vallecano B    | Hiszpania | Tercera División   | ?     | ?      |
| 2010/11 | Rayo Vallecano      | Hiszpania | Segunda División   | 38    | 0      |
| 2011/12 | Rayo Vallecano      | Hiszpania | Primera División   | 34    | 1      |
| 2012/13 | CA Osasuna          | Hiszpania | Primera División   | 33    | 2      |
| 2013/14 | CA Osasuna          | Hiszpania | Primera División   | 36    | 1      |
| 2014/15 | Sevilla FC          | Hiszpania | Primera División   | 11    | 0      |
| 2015/16 | Deportivo La Coruña | Hiszpania | Primera División   | 31    | 2      |
| 2016/17 | Deportivo La Coruña | Hiszpania | Primera División   | 23    | 0      |
| 2017/18 | Deportivo La Coruña | Hiszpania | Primera División   | 3     | 0      |